# Aipichthys
Aipichthys es un género extinto de peces actinopterigios prehistóricos. Fue descrito por Steindachner en 1860.
Vivió en Croacia, el Líbano y Reino Unido.

## Especies
- Aipichthys pretiosus Steindachner, 1860
- Aipichthys minor (Pictet, 1850)
- Aipichthys nuchalis (Dixon, 1850)
- Aipichthys oblongus Gayet, 1980
- Aipichthys velifer Woodward, 1901